# Poggio delle Corti
Poggio delle Corti è una frazione di 57 abitanti del comune di Perugia.
Il territorio di Poggio delle Corti è posto a 325 m s.l.m. a sud-ovest di Perugia, nei pressi del tracciato della via Pievaiola, da cui dista circa km 1,500. A sud-est delle mura, a circa 1.500 m, scorre il torrente Caina. Poggio delle Corti confina a nord-est con Bagnaia, a nord-ovest con San Martino dei Colli ed a sud con Castiglione della Valle.
La località fa parte del contado medievale della città di Perugia. Qui sorgeva un castello, o podere (da cui il nome), saccheggiato durante le sue scorrerie anche da Malatesta IV Baglioni. Nel 1403 Poggio delle Corti fu conquistato dalle truppe fiorentine insieme ai castelli di Monte Freddo e San Martino dei Colli. Da quel momento in poi iniziò il declino di questo castello.. Il rione di riferimento della zona era quello di porta Eburnea.
Nel 2001 contava 35 abitanti secondo i dati forniti dall'Istat.